# Ronny Claes
Ronny Claes (Stolberg, Renania del Norte-Westfalia, Alemania, 10 de octubre de 1957) es un ciclista belga que fue profesional entre 1980 y 1984. En su palmarés destacan algunas etapas cursas de una semana, como la Vuelta en el País Vasco y el Tour de Romandía, y la tercera posición final a la Lieja-Bastogne-Lieja de 1980.

## Palmarés
1978
- Flecha de las Ardenas

1979
- 2 etapas del Gran Premio Guillermo Tell
- 1 etapa del Tour del Porvenir

1980
- 1 etapa de la Vuelta a País Vasco
- 1 etapa del Tour de Romandía

1981
- 1 etapa a la Vuelta a Bélgica

### Resultados en el Tour de Francia
- 1980: Abandona (18.ª etapa)
- 1981: 40.º de la clasificación general.
- 1983: Abandona (10.ª etapa)